# Stephen Paddock
Stephen Craig Paddock (ur. 9 kwietnia 1953 w Clinton, zm. 1 października 2017 w Las Vegas) – amerykański masowy morderca, z zawodu przedsiębiorca, inwestor nieruchomości, który 1 października 2017 zastrzelił 61 osób na festiwalu muzyki country w Las Vegas, po czym popełnił samobójstwo.

## Życiorys
Stephen Paddock był synem przestępcy, Benjamina Paddocka (1926-1998), najstarszym z czterech braci. Benjamin Paddock napadał na banki i w pewnym momencie był w dziesiątce najbardziej poszukiwanych przez FBI kryminalistów. 20 lat siedział w więzieniu, z tego powodu Stephen Paddock mało znał swojego ojca. W 1977 roku Paddock ukończył California State University w Northridge, uzyskując dyplom z zarządzania biznesem.
Stephen Paddock razem ze swoim bratem Erikiem w latach 80. zajęli się działalnością w branży nieruchomości. Na tej działalności dorobił się majątku wartego przynajmniej 5 milionów dolarów.  
Posiadał licencję pilota i dwa prywatne samoloty. Był miłośnikiem broni palnej, której był zapalonym kolekcjonerem, o czym jednak nie wiedział nikt z jego rodziny ani znajomych. Jednym z jego hobby było także myślistwo. Lubił podróżować po świecie, na kilka lat przed zamachem odwiedził Europę i Bliski Wschód. 
Był dwukrotnie żonaty, oba te małżeństwa zakończyły się rozwodem, lecz najprawdopodobniej utrzymywał dobry kontakt ze swoimi byłymi żonami. Zdaniem brata, Erica, nigdy nie przejawiał większego zainteresowania polityką i religią. Zanim doszło do zamachu nie dokonał żadnych poważnych naruszeń norm prawnych.

## Zbrodnia
W godzinach wieczornych 1 października 2017 roku Stephen Paddock zabarykadował się w pokoju na 32. piętrze hotelu Mandalay Bay Resort and Casino i z okna otworzył ogień do uczestników koncertu odbywającego się pod kasynem Luxor Las Vegas, w czasie trzydniowego festiwalu muzyki country „Route 91”. W wyniku ostrzału zginęło 60 osób, a 851 zostało rannych (jest to największe pod względem liczby ofiar tego rodzaju zdarzenie w historii USA, oraz drugie w historii świata, po zamachach w Norwegii z 2011 roku). Gdy zorientował się, że antyterroryści zbliżają się do pokoju w którym był ulokowany, popełnił samobójstwo, strzelając sobie w głowę. Następnie funkcjonariusze SWAT za pomocą ładunków wybuchowych wyważyli drzwi. W pokoju znaleziono łącznie 24 sztuki broni palnej.
Motyw Paddocka pozostaje nieznany. Odpowiedzialność za atak przypisało sobie Państwo Islamskie, według którego morderca miał kilka miesięcy wcześniej przejść na Islam, FBI nie znalazło jednak żadnych dowodów potwierdzających tę tezę. Na komputerze Paddocka odnaleziono pornografię dziecięcą. Niektórzy skrajnie republikańscy aktywiści stwierdzili, że zamach miał być protestem przeciwko zaprzysiężeniu Donalda Trumpa na prezydenta, na co dowodem miałyby być znalezione w pokoju, z którego prowadzony był ostrzał, materiały antify, a także obecność mordercy na My Presidents Day na kilka miesięcy przed zamachem.
Jest masowym mordercą z największą liczbą ofiar w historii Stanów Zjednoczonych. Wcześniej za takiego uznawany był Omar Mateen, który zamordował 49 osób.